# Azi (album)
Azi este al optulea album de studio lansat de cantautorul român Alexandru Andrieș. Albumul a fost lansat în anul 1991 la casa de discuri Electrecord. 

## Lista pieselor
1. Azi (1:14)
2. Habar n-ai că-s lângă tine (2:04)
3. Cântec de jale (2:25)
4. Imposibila geografie (2:44)
5. E război, Ioane (2:08)
6. Îmi place Gelu (unora le place Gelu) (1:36)
7. Mi-e frică (3:24)
8. Scrisoare deschisă (2:20)
9. Nu, nu, nu (2:51)
10. Vizantea (1:46)
11. Aproape liniște (1:44)
12. Ca simplu cetățean (2:20)
13. Presa liberă (3:46)
14. Mîine (1:03)

## Personal
- Alexandru Andrieș – voce, chitară, muzică și versuri (la piesa „Mi-e frică” – versuri: Viorel Florea)
- Maria-Ioana Mîntulescu – voce
- Sorin Chifiriuc – chitară solo
- Cătălin Răsvan – chitară bas
- Tudy Zaharescu – baterie
- Garbis Dedeian – saxofon, clarinet
- Bogdan Iancu – trompetă
- Corneliu Meraru – trombon
- Darima Alexandru – flaut

Înregistrări muzicale și mixaje efectuate la studioul Tomis–Electrecord, București, noiembrie 1990.
Maestru de sunet: Theodor Negrescu. Redactor muzical: Romeo Vanica.